# Kura (DJ)
Kura (bürgerlich: Rúben de Almeida; * 21. August 1987), auch KURA geschrieben, ist ein portugiesischer EDM-DJ und Musikproduzent aus Lissabon. Mit über 40 Produktionen auf mehreren namhaften Labels, insbesondere Spinnin' und Revealed, gilt er als wichtiger Vertreter im Bereich des Electro- und Progressive-House. 2017 wurde er auf Platz 48 der DJ-Mag Top 100 gewählt.

## Werdegang

### Anfänge als regionaler DJ
Im Alter von 11 Jahren weckte eine Kompilation des Techno-DJs Carl Cox, welche ihm ein Klassenkamerad zeigte, sein Interesse an Electronic Dance Music. Clubbesuche in den frühen 2000ern, damals geprägt von den Hits von Martin Solveig und Daft Punk, bekräftigten dies. Kura spielte für seine Schul-Radiostation zum ersten Mal Musik vor Publikum. 2005 jobbte er in einem Skater-Shop und übte jeden Tag an den dort vorhandenen Turntables. Wenig später organisierte er Partys, auf denen er selbst auflegte. Die nächsten 3 Jahre war er Resident-DJ eines renommierten Clubs in Lissabon. Dadurch erkannte Kura einen Bedarf an eigener Musik und widmete sich zunehmend der Musikproduktion. Sein erster Bootleg des Sydney Samson Liedes „Work It“ fand sofort Zuspruch unter DJ-Kollegen. Sein erster eigener Track Russian Guitar wurde unter Portugals bekanntestem Label Kaos Records veröffentlicht. Durch regelmäßige weitere Remixe stieg seine Bekanntheit in Lissabons Club-Szene. Seit 2012 steht er bei WDM Management unter Vertrag.

### Internationaler Durchbruch und Auszeichnungen
Der internationale Durchbruch gelang 2011 mit dem Track Brazil, welches von Roger Sanchez in seiner Radioshow gespielt wurde und DJ-Stars wie Hardwell und Nicky Romero auf ihn aufmerksam machte. Nach zwei erfolgreichen Remixen zu John Christian – Next Level unter Protocol Recordings und Lil Jon & MAKJ – Lets Get Fucked Up unter Ultra Music konnte Kura 2014 erstmals die DJ-Mag Top 100 Liste erreichen. Mit Rang 42 war er der höchste Direkteinsteiger eines portugiesischsprachigen DJs und fünfthöchster insgesamt des Jahres. Es folgte sein zweiter Release (nach Ammonia 2011) unter Revealed Recordings mit dem Namen Makhor.
Der Track Collide, veröffentlicht unter Oxygen, einem Sublabel von Spinnin', wurde von Portugals größtem Festival MEO Sudoeste als Soundtrack für ihre Medienpräsenz genutzt.
In den Jahren 2013 und 2014 gewann Kura den Award für den besten portugiesischen DJ der Radio Nova Era Awards, vergeben von Portugals größtem Radiosender. Seine eigene Radioshow Ambush wurde von Sendern weltweit übertragen.

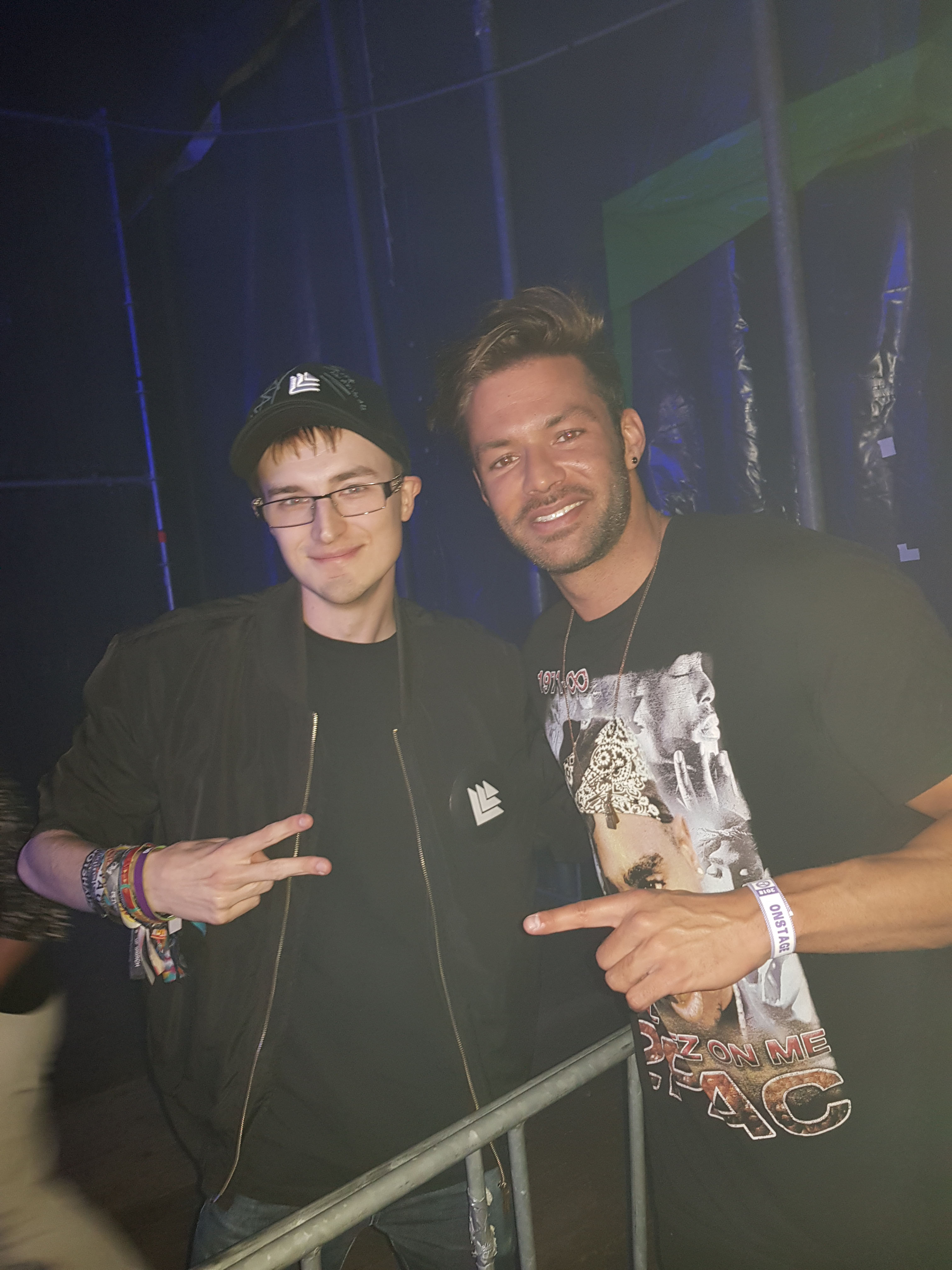
Kura (rechts) nach einem Auftritt beim 7th Sunday Festival in Holland

Im Jahr 2015 unterschrieb er offiziell bei Spinnin' Records und konnte wiederholt die DJ-Mag Top 100 erreichen (Platz 61).

### Veröffentlichungen mit u.a. Hardwell & internationale Erfolge
Mit Kuras Remix zu Hardwell – Young Again, welche auf dem Album United We Are Remixed erschien, begann eine längere Zusammenarbeit mit Hardwell bzw. seinem Label Revealed Recordings: Anfang 2016 folgte eine Kollaboration der beiden mit dem Titel Calavera, welche Platz 1 der Beatport-Charts erreichte. Der Track Walk Away mit Tony Junior & Jimmy Clash wurde unter Tiëstos Label Musical Freedom veröffentlicht und erreichte Klickzahlen in Millionenhöhe auf YouTube und Spotify. Seine Kollaboration mit Laidback Luke Mad Man konnte an den Erfolg anknüpfen. Der Solotrack Tora schaffte abermals Platz 1 der Beatport-Charts im Bereich Big Room.
2016 spielte Kura auf Festivals wie Tomorrowland und Ultra Europe und auf sieben weiteren Tourneen weltweit. Bei der diesjährigen DJ-Mag-Abstimmung erreichte er Platz 51.

### Zusammenarbeit mit Revealed
Im Jahr 2017 folgten mehrere Veröffentlichungen unter Revealed, darunter Loki, Bangalore und Calcutta. Am 27. Juli erschien die zweite Kollaboration mit Hardwell auf dessen Hardwell & Friends EP #1. Sie trägt den Namen Police und ist dem Jungle-Terror zuzuordnen.
Kura hostete 2 Episoden von Revealed Radio (#34 & #96), mixte The Sound of Revealed #2 und ist fester Line-up-Bestandteil von Revealed Stages auf internationalen Festivals, wie dem 7th Sunday Festival und Mysteryland.
Im Rahmen des Amsterdam Dance Events hielt er außerdem eine Masterclass auf der Revealed Day Conference ab.

## Diskografie

### Singles
2009:
- Russian Guitar [Kaos Records]
- Take Me Now [Kaos Records]
- Delicious (mit Brito) [Kaos Records]

2010:
- Follow Your Dreams (mit Phil G) [Exklusive Records]

2011:
- We Keep Moovin [Free Download]
- Brazil [4Kenzo Recordings]
- Ammonia [Revealed Recordings]
- Night & Day (mit The Silva & Sinead) [4Kenzo Recordings]
- Dirty Dutch [Cool Beat Records]
- Here We Go Again [Cool Beat Records]
- Drop The Beat [Loop 128 Recordings]

2012:
- Love Will Find You [Cr2 Recordings]
- Default [Cr2 Recordings]
- Galaxy (mit MAKJ) [Juicy Music]
- Old Memories (mit MAKJ) [Juicy Music]
- Asteroids On Acid [Tiger Records]

2013:
- Odyssey [Tiger Records]
- Compound (mit Jake Shanahan) [Flashover Recordings]
- Venom [Tiger Records]
- Devious Behavious [Flashover Recordings]
- Roll The Drum [Flashover Recordings]
- Bumbershoot [Flashover Recordings]
- Jengo [Free Download]

2014:
- Sabotage [Trice Recordings/Armada Music]
- Blackmail (mit Halfway House) [Flashover Recordings]
- Kratos (mit John Christian) [Flashover Recordings]

2015:
- Makhor [Revealed Recordings]
- Blow Out [Oxygen/Spinnin' Records]
- Kamikaze (mit Sidney Samson) [Free Download]
- Collide (mit Sarah Mount) [Oxygen/Spinnin' Records]
- Namek [Oxygen/Spinnin' Records]
- King Kong (mit Tony Junior) [Wall Recordings/Spinnin' Records]
- Kubano [Doorn/Spinnin' Records]

2016:
- Calavera (mit Hardwell) [Revealed Recordings]
- Bounce [Revealed Recordings]
- Walk Away (mit Tony Junior & Jimmy Clash) [Musical Freedom/Spinnin' Records]
- Graveyard [Spinnin' Premium/Spinnin' Records]
- Detective [Spinnin' Premium/Spinnin' Records]
- Mad Man (mit Laidback Luke) [Spinnin' Records]
- Tora [Spinnin' Records]
- Loki [Revealed Recordings]

2017:
- Paper Roses (mit Melody Noel) [Spinnin' Records]
- Bangalore [Revealed Recordings]
- Calcutta (mit Syzz) [Revealed Recordings]
- Police (You Ain't Ready) (mit Hardwell & Anthony B) [Hardwell and Friends EP Vol.1] [Revealed Recordings]
- Sedated [Spinnin' Premium/Spinnin' Records]
- On Your Side (mit Angemi & Luciana) [Smash The House]
- Skank [Revealed Recordings]

2018:
- Fuego (mit Olly James) [Revealed Recordings]
- Young & Invincible (mit Jimmy Clash) [Revealed Recordings]
- Lambo [Musical Freedom/Spinnin' Records]

2019:
- Thunder [FREE]

### Remixe
- Pedro Carrilho – Mariposa [Kura Minitech Mix]” (Emmo) (2009)
- Diego Miranda & Liliana – Ibiza For Dreams [Kura & Rui Smashing Piano Remix]” (Exklusive Records) (2009)
- Olivs & Energy System – Let’s Do It Cmon [Kura Smash Mix] (Exklusive Records) (2010)
- Andy Avrosa – Sunset [Kura Sunrise Remix] (Exklusive Records) (2011)
- Tim Royko & Keemo & Cosmo Klein – Beautiful Lie [Kura Festival Remix] (Exklusive Records) (2011)
- Crazy White Boy – Love You Better [Kura Anthem Mix] (Exklusive Records) (2011)
- Miguel Picasso – You Make Me Fee [Kura Dirty Remix] (4Kenzo Recordings) (2011)
- Bodytalk – Va La [Kura Brazil Remix] (Exklusive Records) (2011)
- Kura – We Keep Moovin [Kura Happy Edit] (Exclusive Records) (2011)
- Massivedrum – Back To Party [Kura Remix] (Exklusive Records) (2011)
- DJ Lion & Vlada Asanin – Devuschka [Kura Main Room Remix] (4Kenzo Recordings) (2011)
- Relanium & James Nesse – Feel The Beat [Kura Remix] (Club Session) (2012)
- Richard Grey – You Are My High [Kura Remix] (Tiger Records) (2012)
- Richard Grey – Take Me To Ibiza [Kura Remix] (Tiger Records) (2013)
- Steve Angello & Matisse & Sadko – SLVR [KURA Bootleg] (Free Download) (2013)
- Hydrogenio – Sparkle [Kura Remix] (Synergy Records) (2014)
- John Christian – Next Level [KURA Remix] (Protocol Recordings) (2014)
- MAKJ & Lil Jon – Let's Get F*cked Up [KURA Remix] (Ultra Music) (2014)
- Hardwell – Young Again [Kura Remix] [United We Are Remixed] (Revealed Recording) (2015)